# Ilias Ennahachi
Ilias Ennahachi (Utrecht, 15 mei 1996) is een Marokkaans-Nederlands kickbokser. Hij is een voormalig ONE Championship Flyweight World Champion, Enfusion 60kg, WFL -63kg en BLADE 61kg Champion. Ennahachi komt in de ring uit voor Marokko.

## Biografie
Ennahachi is van Riffijns-Marokkaanse origine. Hij groeide op in de Utrechtse wijk Hoograven. Zijn vader en oom beoefenden karate, en zijn neven deden aan kickboksen. Op initiatief van zijn vader startte Ennahachi op 10-jarige leeftijd met trainen en vocht hij twee maanden later zijn eerste gevecht.

## Titels
- ONE Championship
  - 2019 ONE Flyweight Kickboxing Champion[1] (Huidige, Twee titelverdedigingen)

- World Fighting League
  - 2018 World Fighting League -63 kg Champion[2]

- BLADE
  - 2016 BLADE -61 kg Champion[3]

- Enfusion
  - 2016 Enfusion -60 kg Champion